# Juan Francisco de Cogorani y Pallavicini
Juan Francisco de Cogorani y Pallavicini (ur. 24 grudnia 1695 w Parmie, zm. 22 kwietnia 1742 w Kopenhadze) – hiszpański dyplomata.
Do Hiszpanii przybył w 1714 z królową Elżbietą Farnese. W latach czterdziestych XVIII wieku był posłem hiszpańskim w Kopenhadze i przyczynił się do ożywienia stosunków między Hiszpanią a Danią. Dzięki jego staraniom doszło do podpisania z Duńczykami traktatu o handlu i żegludze w San Ildefonso 18 lipca 1742, który Hiszpanie zerwali w 1753 roku z powodu układów duńskich z wrogimi wobec Hiszpanii muzułmańskimi państwami Afryki Północnej.